# Leonard Pospichal
Leonard Pospichal (* 31. Juli 1999) ist ein deutscher Rockmusiker.

## Werdegang
Pospichal lebt in Seewalchen am Attersee. Er gewann im Alter von neun Jahren den European Teenage Rockstar Contest 2009. In der Folge spielte er mit verschiedenen österreichischen Musikern live, darunter Tom Jelinek, Roman Gregory und Alkbottle. 2010 erreichten seine ersten beiden Singles die österreichischen Charts. 2011 nahm er gemeinsam mit Melanie Drack den Song Widewidewitt Bum Bum auf. 2012 veröffentlichte er gemeinsam mit dem schwedischen Rock-Gitarristen Robert Marcello den Song What You Mean und erreichte damit Gold für 15.000 Downloads in Österreich. 2013 erreichte Pospichal mit Victim of Love auf Position 9 die beste österreichische Jahrescharts-Platzierung der Singlecharts.

## Diskografie
Singles
- 2010: Body Groove (als Leonard)
- 2010: Do It Baby (als Leonard)
- 2011: Widewidewitt Bum Bum (Melanie Drack featuring Leonard)
- 2012: What You Mean (Leonard Pospichal & Robert Marcello)
- 2013: Victim of Love (Leonard Pospichal & Thomas Blug)
- 2016: Lost & Found (Leonard Pospichal & Thomas Blug)